# Steinkreuz Badstubenvorstadt

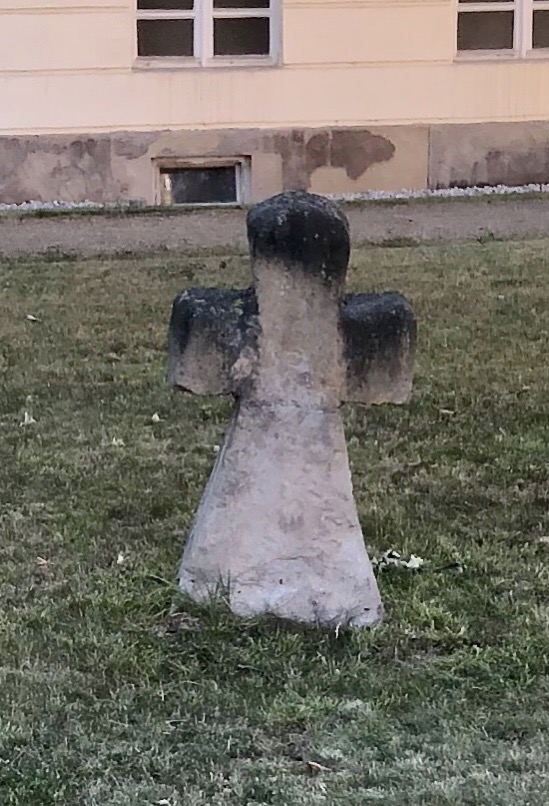
Steinkreuz, 2019

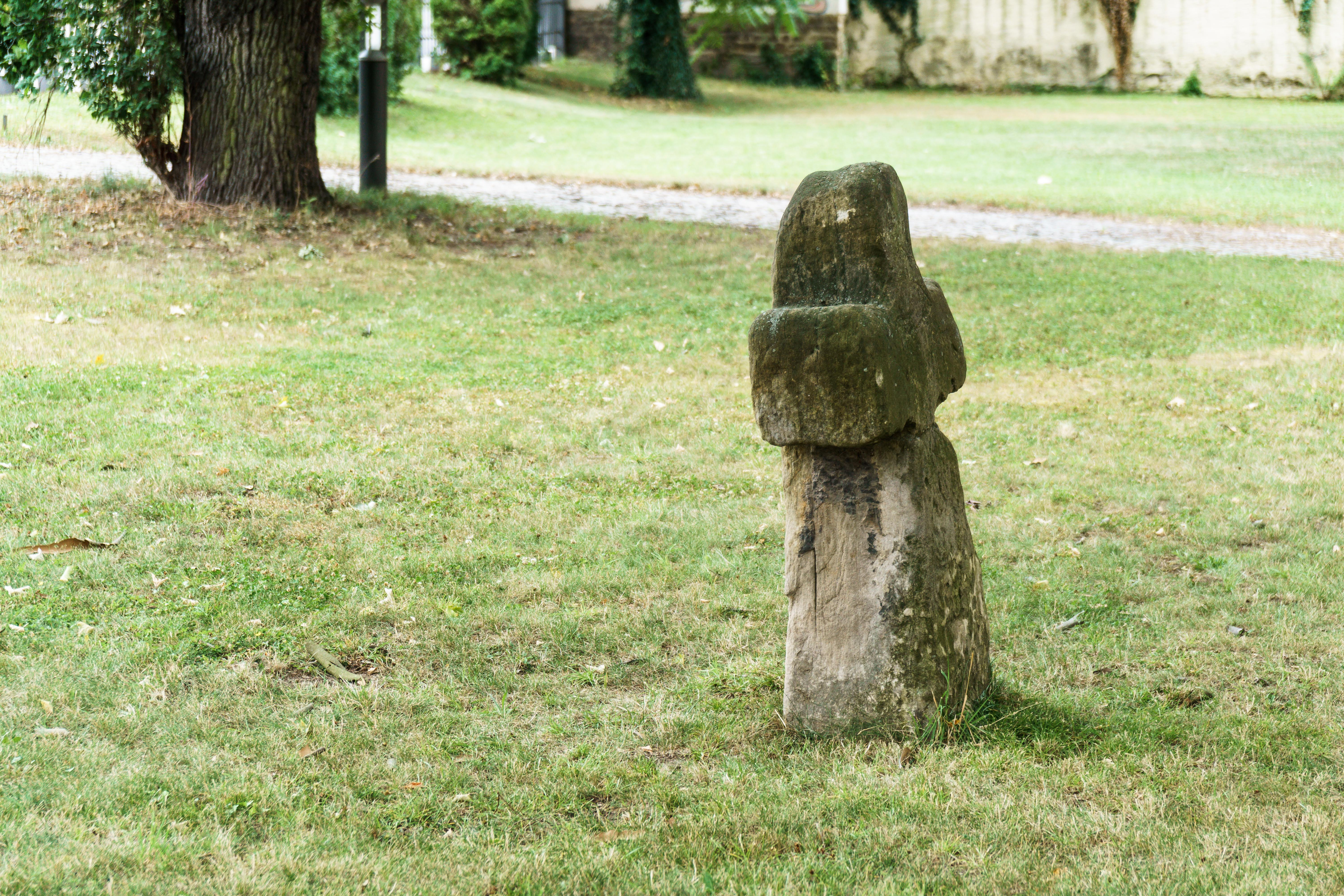
Blick von der Seite, 2016

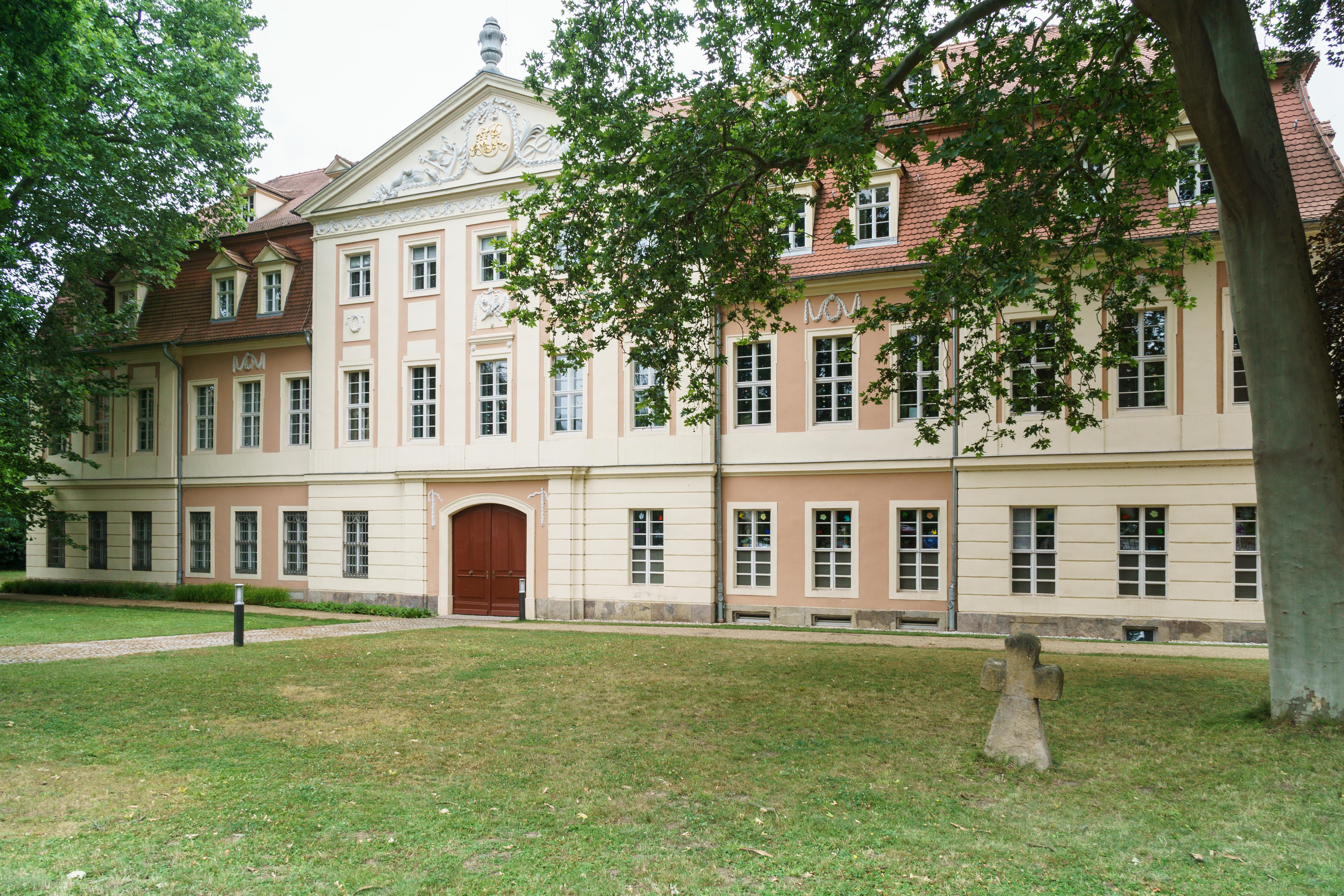
Lage im Garten vor dem Palais, 2016

Das Steinkreuz Badstubenvorstadt ist ein denkmalgeschütztes Sühnekreuz in Zeitz in Sachsen-Anhalt.

## Lage
Es befindet sich im nördlichen Teil der Zeitzer Innenstadt im Vorgarten des Albrechtschen Palais an der Adresse Badstubenvorstadt 12, 13. Nördlich des Kreuzes verläuft die Albrechtstraße, die hier in die östlich liegende Straße Badstubenvorstadt einmündet.

## Beschaffenheit
Das Sandsteinkreuz ist als parallelkantiges lateinisches Kreuz gestaltet, wobei sich der Schaft nach unten auf 68 Zentimeter deutlich verbreitert, während der Kopf des Kreuzes rund abschließt und eine leichte Tatzenform aufweist. Am Kopf sind Abschabungen zu erkennen, die möglicherweise auf alte Verkehrsschäden zurückgehen. Die Kreuzarme erreichen mit 70 Zentimetern etwa die Breite des Fußpunktes des Schaftes. Oberirdisch ragt das Kreuz 126 Zentimeter aus dem Boden. Seine Gesamtlänge soll jedoch 185 Zentimeter, bei einer Mächtigkeit von 33 Zentimetern betragen.
Drei Zentimeter unterhalb der Kreuzarme befindet sich eine Bruchstelle, die jedoch repariert wurde.

## Geschichte
Das Kreuz stammt aus der Zeit des 14. bis 15. Jahrhunderts. Seine Existenz war in Vergessenheit geraten. Es wurde erst im Jahr 1939 bei Ausschachtungen am Straßenrand an der nahen Ecke Badstubenvorstadt/Albrechtstraße gefunden. In dieser Situation soll es zum Bruch des Kreuzes unterhalb der Arme gekommen sein. Es befand sich dann am Bürgersteig und wurde später an seinen heutigen Standort umgesetzt, wobei wohl eine Drehung um 180 Grad erfolgte. Das Gebäude Badstubenvorstadt 12, 13 soll in der Vergangenheit den Namen Die Mördergrube getragen haben, möglicherweise gibt es einen Bezug zum Kreuz. Möglich erscheint, dass das Kreuz auch in Verbindung mit einer Gerichtsstätte des historisch hier einmal gelegenen Stadtteils auf dem Sande steht, der im Zuge einer Zeitzer Stadterweiterung von ärmeren Bevölkerungsschichten bewohnt wurde.
Im örtlichen Denkmalverzeichnis ist das Sühnekreuz unter der Erfassungsnummer 094 86580 als Baudenkmal verzeichnet.